# 思练河
思练河，位于中国广西壮族自治区中部，是北之江（青水河）右岸支流，发源于忻城县大塘镇木林村东北，向南流经思练镇，在思练镇石龙村转东流，进入来宾市兴宾区，转东南流，至七洞乡春归村以东注入北之江。干流长43千米，流域面积388平方千米。流域内经济以农业为主。